# Poniatowice
Poniatowice (niem. Pontwitz) – wieś w Polsce, położona w województwie dolnośląskim, w powiecie oleśnickim, w gminie Oleśnica.

## Podział administracyjny
| SIMC    | Nazwa       | Rodzaj     |
| ------- | ----------- | ---------- |
| 0879179 | Jonas       | przysiółek |
| 0879185 | Poniatowice | kolonia    |

W latach 1975–1998 miejscowość administracyjnie należała do województwa wrocławskiego.

## Nazwa
Nazwa należy do grupy nazw patronimicznych i pochodzi od polskiego nazwiska Poniatowski. Heinrich Adamy w swoim dziele o nazwach miejscowości na Śląsku wydanym w 1888 roku we Wrocławiu wymienia jako najstarszą zanotowaną nazwę miejscowości w obecnie używanej polskiej formie Poniatowice podając jej znaczenie "Dorf des Poniatowski" czyli po polsku "Wieś Poniatowskiego". Nazwa miejscowości została później zgermanizowana na Pontwitz tracąc swoje pierwotne znaczenie.

## Zabytki
Do wojewódzkiego rejestru zabytków wpisany jest:
- park, z drugiej połowy XIX w.

inne zabytki:
- kościół parafialny pw. Najświętszej Maryi Panny Królowej Polski.

## Znane osoby związane z miejscowością
- Siegmund Moritz von Prissnitz (1747-1822) - urodzony w Poniatowicach, generał-porucznik armii pruskiej, uczestnik wojny o sukcesję bawarską, wojen z rewolucyjną Francją i wojny francusko-pruskiej w latach 1806-1807, dwukrotnie odznaczony orderem Pour le Mérite.